# Rolls-Royce Trent
Predloga:Infobox aircraft engine
Rolls-Royce Trent je družina trigrednih visokoobtočnih turboventilatorskih reaktivnih motorjev, ki se uporablja na potniških letalih Airbus A330, A340, A380, Boeing 777, 787 in A350 XWB. Razvit je bil na bazi Rolls-Royce RB211 in ima potisk od 53 000 do 95 000 funtov. Trent 1000 ima tako kot GENX »chevrone«, žagi podobne zareze na koncu motorja za mešanje hladnega in vročega zraka. 
Prvi zagon motorja Trent 700 je bil izveden avgusta 1990 in od takrat naprej je bil izjemno uspešen. 

## Tehnične specifikacije Trent XWB
Trent XWB bo poganjal Airbusa A350. Potisk bo 84 000 lbf (370 kN) na A350-900, zmanjšani potsik  75 000 lbf (330 kN) za manjšegae A350-800 in 97 000 lbf (430 kN) za največjega A350-1000. Slednji bo imel enako jedro in 3,0 metrski ventilator, večji potisk bo dosežen z večjo hitrostjo ventilatorja, kar bo doseženo z ojačanim ventilatorjem in močnejšim ohišjem. Večje bodo tudi obratovalne temperature z uporabo novih tehnologij trenutno v razvoju. Zgorevalna komora bo najbolj napredna doslej, uporabljala bo nove temperaturno odporne materiale, ki bodo zahtevali manj hladilnega zraka. Tako bo več prostora za zgorevanje, kar bo zmanjšalo temperature in emisije. Turbina bo kontrarotirajoča, kar bo povečalo izkoristek in hkrati zmanjšalo število vodljivih statorjev. Pričakuje se 20000 ur na krilu, potem sledi obnova in ponovna uporaba.
- Izvedba: trigredna
- Obtočno razmerje: 9,3
- Potisk ob vzletu: 75 000–97 000 lbf (330–430 kN) (pri MSA+15C)
- Premer ventilatorja: 3,0 m (118 in)
- Ventilator: enostopenjski
- Pretok zraka: približno 1 440 kg (3 170 lb) na sekundo
- Razmerje tlaka (skupno): 52:1
- Srednjetlačni kompresor: 8 stopenjski aksialni
- Visokotlačni kompresor: 6 stopenjski aksialni
- Visokotlačna turbina: enostopenjska, (zračno hlajena)
- Srednjetlačna turbina:  2-stopenjska (zračno hlajena)
- Nizkotlačna turbina: 6-stopenjska, brez hlajenja

## Uporaba Trent motorjev
| Družina motorjev Trent | Družina motorjev Trent | Družina motorjev Trent | Družina motorjev Trent | Družina motorjev Trent | Družina motorjev Trent       | Družina motorjev Trent | Družina motorjev Trent          |
| Motor                  | Potisk (lbf)           | Teža motorja(lb)       | Razmerje potisk/teža   | Dolžina (v inčah)      | Premer ventilatorja (v inčah | Vstop v uporabo        | uporabljen na                   |
| ---------------------- | ---------------------- | ---------------------- | ---------------------- | ---------------------- | ---------------------------- | ---------------------- | ------------------------------- |
| Trent 553              | 53 000                 | 10 400                 | 5,1                    | 154                    | 97,4                         | 2003                   | Airbus A340-500                 |
| Trent 556              | 56 000                 | 10 400                 | 5,4                    | 154                    | 97,4                         | 2002                   | Airbus A340-500 Airbus A340-600 |
| Trent 560              | 60 000                 | 10 400                 | 5,76                   | 154                    | 97,4                         | 2002                   | Airbus A340-600                 |
| Trent 600              | 65 000                 | 10 400                 | 6,3                    | 154                    | 97,4                         | /                      | Ni v uporabi                    |
| Trent 768              | 67 500                 | 10 550                 | 6,4                    | 154                    | 97,4                         | 1996                   | Airbus A330-200 Airbus A330-300 |
| Trent 772              | 71 100                 | 10 550                 | 6,7                    | 154                    | 97,4                         | 1994                   | Airbus A330-200 Airbus A330-300 |
| Trent 772B             | 71 100                 | 10 550                 | 6,7                    | 154                    | 97,4                         | 1998                   | Airbus A330-200 Airbus A330-300 |
| Trent 772C             | 71 100                 | 10 550                 | 6,7                    | 154                    | 97,4                         | 2007                   | Airbus A330-200 Airbus A330-300 |
| Trent 875              | 75 000                 | 13 100                 | 5,7                    | 172                    | 110                          | 1995                   | Boeing 777-200                  |
| Trent 877              | 77,000                 | 13,100                 | 5.9                    | 172                    | 110                          | 1996                   | Boeing 777-200                  |
| Trent 884              | 84,000                 | 13,100                 | 6.4                    | 172                    | 110                          | 1997                   | Boeing 777-200ER                |
| Trent 890              | 90,000                 | 13,100                 | 6.9                    | 172                    | 110                          | 1998                   | Boeing 777-200ER                |
| Trent 892              | 92,000                 | 13,100                 | 7,0                    | 172                    | 110                          | 1997                   | Boeing 777-200ER Boeing 777-300 |
| Trent 895              | 93 400                 | 13 100                 | 7,1                    | 172                    | 110                          | 1999                   | Boeing 777-200ER                |
| Trent 8104             | 104 000                | 14 400                 | 7,2                    | 172                    | 110                          | /                      |                                 |
| Trent 8115             | 115 000                | /                      | /                      | 172                    | 120                          | align="left"\|         |                                 |
| Trent 970              | 75 152                 | 13 842                 | 5,4                    | 179                    | 116                          | 2007                   | Airbus A380-841                 |
| Trent 970B             | 78 304                 | 13 842                 | 5,6                    | 179                    | 116                          | 2008                   | Airbus A380-841                 |
| Trent 972              | 76 752                 | 13 842                 | 5,5                    | 179                    | 116                          | TBA                    | Airbus A380-842                 |
| Trent 972B             | 80 231                 | 13 842                 | 5,8                    | 179                    | 116                          | TBA                    | Airbus A380-842                 |
| Trent 977              | 80 781                 | 13 842                 | 5,8                    | 179                    | 116                          | TBA                    | Airbus A380-843F                |
| Trent 977B             | 83 835                 | 13,842                 | 6,0                    | 179                    | 116                          | TBA                    | Airbus A380-843F                |
| Trent 980-84           | 84 098                 | 13 842                 | 6,0                    | 179                    | 116                          | TBA                    | Airbus A380-941                 |
| Trent 1000-A           | 63 800                 | 11 924                 | 5,4                    | 160                    | 112                          | 2009                   | Boeing 787-8                    |
| Trent 1000-C           | 69 800                 | 11 924                 | 5,9                    | 160                    | 112                          | 2009                   | Boeing 787-8 Boeing 787-9       |
| Trent 1000-D           | 69 800                 | 11 924                 | 5,9                    | 160                    | 112                          | 2009                   | Boeing 787-8 Boeing 787-9       |
| Trent 1000-E           | 53 200                 | 11 924                 | 4,5                    | 160                    | 112                          | 2009                   | Boeing 787-3                    |
| Trent 1000-H           | 58 000                 | 11 924                 | 4,9                    | 160                    | 112                          | 2009                   | Boeing 787-3 Boeing 787-8       |
| Trent 1000-J           | 73 800                 | 11 924                 | 6,2                    | 160                    | 112                          | 2010                   | Boeing 787-9                    |
| Trent 1000-K           | 73 800                 | 11 924                 | 6,2                    | 160                    | 112                          | 2010                   | Boeing 787-9                    |
| Trent XWB-75           | 75 000/79 000          | ?                      | ?                      | ?                      | 118                          | 2016                   | Airbus A350-800 XWB             |
| Trent XWB-84           | 84 000                 | ?                      | ?                      | ?                      | 118                          | 2014                   | AAirbus A350-900 XWB            |
| Trent XWB-97           | 97 000                 | ?                      | ?                      | ?                      | 118                          | 2017                   | Airbus A350-1000 XWB            |